# Jean André
Jean Géraud André (* 18. Juni 1916 in Paris, Frankreich; † 22. Februar 1980 ebenda) war ein französischer Filmarchitekt und Ausstatter.

## Leben
André war rund 25 Jahre lang einer der gefragtesten Szenenbildner des klassischen, französischen Unterhaltungskinos; in seinen Dekorationen bewegten sich zahlreiche französische Leinwandstars der 50er bis 70er Jahre. Er stieß gleich nach seiner Ausbildung 1944 als Szenenbildnerassistent zum Film, seine erste Arbeit wurde Falbalas von Jacques Becker. Bis 1955 wirkte André bevorzugt unter der Patronage seines Lehrmeisters Max Douy, gelegentlich ließ man ihn aber auch als Ausstatter (z. B. French Can Can) sowie 1951 bei Die rote Herberge auch als Kostümbildner arbeiten.
Ende 1955 begann Jean André bei Jean Renoirs Sittenbild Weiße Margeriten seine regelmäßige Tätigkeit als Chefarchitekt. „André machte sich rasch einen Namen als gefälliger Konfektionär, vor allem bei erotisch angehauchten Boudoir-Stoffen à la parisienne oder verrucht-morbiden Haute-volée-Melodramen.“ Während er in den 50er und 60er Jahren mehrfach die Filmbauten zu Inszenierungen Roger Vadims bzw. mit Brigitte Bardot entwarf, kamen Mitte der 60er Jahre eine Reihe von Komödien mit Louis de Funès und in den ausgehenden 70er Jahren solche mit Pierre Richard hinzu, die häufig von Gérard Oury inszeniert wurden.

## Filmografie (Auswahl)
- 1945: Falbalas – Sein letztes Modell (Falbalas)
- 1949: Der schwarze Jack (Black Jack)
- 1953: Die Hochmütigen (Les orgueilleux)
- 1954: French Can Can (nur Ausstattung)
- 1956: Weiße Margeriten (Elena et les Hommes)
- 1956: La Nuit aux Baléares
- 1956: Und immer lockt das Weib (Et Dieu… créa la femme)
- 1957: Die Pariserin (Une parisienne)
- 1957: In ihren Augen ist immer Nacht (Les bijoutiers du clair de lune)
- 1958: Nachts fällt der Schleier (Toi … le venin)
- 1958: Mal diese – mal jene (Faibles femmes)
- 1959: Babette zieht in den Krieg (Babette s’en va-t-en guerre)
- 1959: Wollen Sie mit mir tanzen? (Voulez-vous danser avec moi?)
- 1960: …und vor Lust zu sterben (Et mourir de plaisir)
- 1960: Die Wahrheit (La vérité)
- 1960: Moderato cantabile – Stunden voller Zärtlichkeit
- 1961: Mitternachtsparty (Le jeu de la vérité)
- 1961: Pariserinnen (Les parisiennes)
- 1962: Das Ruhekissen (Le repos du guerrier)
- 1962: Grausame Hände (Les grands chemins)
- 1962: Laster und Tugend (La vice et le vertu) (nur Ausstattung)
- 1963: Ein Schloß in Schweden (Château en Suède)
- 1963: Die Verführerin (Une ravissante idiote)
- 1963: Wie Raubkatzen (Les félins)
- 1965: Irrwege der Leidenschaft (Rapture)
- 1965: Grüße an die Mafia (Je vous salue, mafia!)
- 1965: Die Beute (La curée)
- 1966: Drei Bruchpiloten in Paris (La grande vadrouille)
- 1967: Caroline Chérie (Caroline chérie)
- 1967: Balduin, der Trockenschwimmer (Le petit baigneur)
- 1968: Das Superhirn (Le cerveau)
- 1969: Pascal (L’arbre de Noël)
- 1970: Der Boß (Comptes à rebours)
- 1971: Das Haus unter den Bäumen (La maison sous les arbres)
- 1971: Hellé
- 1972: Don Juan 73 (Don Juan 73 ou et si Don Juan était une femme)
- 1973: Der Rücksichtslose (Par le sang des autres)
- 1973: Jet Set (La race des seigneurs)
- 1974: Angst über der Stadt (Peur sur la ville)
- 1975: Calmos
- 1976: Ein Tolpatsch auf Abwegen (On aura tout vu)
- 1976: Une femme fidèle
- 1977: Violette und François (Violette et François)
- 1978: Der Sanfte mit den schnellen Beinen (La carapate)
- 1979: Die Sekte (Brigade mondaine: la secte de Marrakech)
- 1979: Der Puppenspieler (Le guignolo) (nur Ausstattung)
- 1980: Der Regenschirmmörder (Le coup du parapluie)

## Einzelnachweis
1. ↑  Kay Weniger: Das große Personenlexikon des Films. Die Schauspieler, Regisseure, Kameraleute, Produzenten, Komponisten, Drehbuchautoren, Filmarchitekten, Ausstatter, Kostümbildner, Cutter, Tontechniker, Maskenbildner und Special Effects Designer des 20. Jahrhunderts. Band 1: A – C. Erik Aaes – Jack Carson. Schwarzkopf & Schwarzkopf, Berlin 2001, ISBN 3-89602-340-3, S. 106.

| Personendaten    | Personendaten                              |
| ---------------- | ------------------------------------------ |
| NAME             | André, Jean                                |
| ALTERNATIVNAMEN  | André, Jean Géraud (vollständiger Name)    |
| KURZBESCHREIBUNG | französischer Filmarchitekt und Ausstatter |
| GEBURTSDATUM     | 18. Juni 1916                              |
| GEBURTSORT       | Paris, Frankreich                          |
| STERBEDATUM      | 22. Februar 1980                           |
| STERBEORT        | Paris, Frankreich                          |